# Liusha He
Liusha He (kinesiska: 流沙河) är ett vattendrag i Kina. Det ligger i den centrala delen av landet, 1 700 km sydväst om huvudstaden Peking.